# Cratere Khadako
Khadako  è un cratere sulla superficie di Venere.